# Lepszi (folyó)
A Lepszi (más nevein Lepsza vagy Szarimszakti) folyó (kazakul: Лепсі; oroszul: Лепсы) délkelet-kazahsztáni Balkas–Alakol-medence folyója. A kínai határtól északra fekvő Dzsungár-Alatau hegységben ered, és a Balkas-tóba folyik. A Lepszi a  Zsetiszu történelmi régió egyik fő folyója.

## Leírása
A Lepszi folyó a Dzsungár-Alatau hegység északi szélén ered. Elhagyja a Lepszi (korábban Lepszinszk) hegyeit. Aztán északnyugatnak, később nyugatnak fordul a sivatag szélénél, és 417 km-re áramlik Balkas-tó keleti részén. A Lepszi vízgyűjtő területe 8100 km². Általában évente két árvízesemény következik be - egy tavasszal és egy nyáron. November és március között a folyó jéggel borított. A víz egy részét öntözési célokra használják fel. Bal oldali mellékfolyója a Baszkan.